# Chironomus nudiventris
Chironomus nudiventris är en tvåvingeart som beskrevs av Ryser, Scholl 1983. Chironomus nudiventris ingår i släktet Chironomus och familjen fjädermyggor. Inga underarter finns listade i Catalogue of Life.